# شان اونز
شان اِوِنز (انگلیسی: Shaun Evans؛ زادهٔ ۶ مارس ۱۹۸۰) هنرپیشه اهل بریتانیا است. از فیلم‌هایی که وی در آن نقش داشته‌است، می‌توان به جولیا بودن و بازپرداخت اشاره کرد.